# ديريك براون (عازف ساكسفون)
ديريك براون (بالإنجليزية: Derek Brown)‏ هو عازف ساكسفون أمريكي، ولد في 18 يوليو 1983.

## وصلات خارجية
- الموقع الرسمي
- ديريك براون على موقع ميوزك برينز (الإنجليزية)